# Roberto Manuel Blanco
Roberto Manuel Blanco (Buenos Aires, 26 novembre 1938 – 19 marzo 2011) è stato un calciatore argentino, di ruolo centrocampista.

## Palmarès

### Club
- Campionato argentino: 1

Racing Avellaneda: 1961

### Nazionale
- Giochi panamericani: 1

Argentina: Chicago 1959